# Trincea

Soldati britannici in trincea durante la battaglia della Somme, luglio 1916.

La trincea è un tipo di fortificazione militare difensiva costituita, nella sua forma più semplice, da un fossato lineare scavato nel terreno per ospitare al suo interno le truppe, che in questo modo si trovano protette dal tiro delle armi nemiche.
Fortificazione tipica della guerra d'assedio, in particolare dopo l'introduzione delle armi da fuoco, la trincea divenne un elemento caratteristico dei conflitti dell'inizio del XX secolo: fu in particolare durante la prima guerra mondiale che la guerra di trincea assunse le sue dimensioni più imponenti e caratterizzanti.

## Descrizione
La trincea è fondamentalmente un fosso scavato nel terreno per una profondità tale da ospitare un uomo in piedi; il terreno di riporto è generalmente rivolto verso il lato esposto al nemico in modo da aumentare la protezione. Le pareti delle trincee possono essere ricoperte da graticci o tavole di legname in modo da rendere lo scavo più resistente agli smottamenti del terreno dovuti alle piogge; la sommità del bordo della trincea spesso viene rinforzata con sacchi di sabbia.
Le trincee sono generalmente costruite con andamento parallelo alle mura della città assediata (o dell'opposto campo trincerato occupato dal nemico), ma si possono avere trincee con andamento perpendicolare volte a proteggere lo spostamento delle truppe inviate ad assaltare le mura stesse: un elemento, questo, tipico delle teorie dell'"assedio scientifico" del XVII secolo.
La trincea generalmente non ha un andamento rettilineo, ma è scavata con un tracciato a zigzag, sia per evitare tiri d'infilata di un possibile nemico riuscito a penetrare al suo interno, sia per permettere ad un'onda d'urto e allo spostamento d'aria di un'eventuale esplosione d'infrangersi nelle pareti ad angolo retto, perdendo energia e quindi permettendo ai soldati all'interno di un altro segmento di sopravvivere. Altri sistemi di fortificazione come ridotte e casematte sono inseriti all'interno del sistema delle trincee.
Durante i conflitti a fuoco della prima guerra mondiale, le truppe che conquistavano territori erano solite scavare delle trincee per aumentare la difesa dei propri possedimenti. Esse erano profonde e larghe circa 2 metri, e contenevano depositi di munizioni e rifornimenti per i soldati che vi si trovavano all'interno, protetti dal fuoco nemico. Le trincee potevano essere lunghe da una decina di metri a qualche chilometro. Davanti a esse si sviluppava una fitta rete di filo spinato, per rendere difficoltoso l'assalto delle truppe nemiche. I parapetti delle trincee potevano essere elevati con sacchi di terra o ghiaia, e rinforzati con robusti scudi di metallo muniti di feritoie per l'osservazione e per il tiro.
La vita in trincea era una vita sostanzialmente sedentaria ed uno degli effetti che ciò  aveva era che, quando queste truppe venivano poi spostate e dovevano affrontare lunghe marce, tale esercizio risultava particolarmente penoso. Un esempio lo troviamo nel secondo capitolo de “Un anno sull’Altipiano” di Emilio Lussu: <<Eravamo in marcia da tre giorni. L’immobilità della lunga vita sedentaria sul Carso ci aveva reso incapaci di grandi sforzi. La marcia era penosa per tutti>>

## Armi utilizzate per la guerra di trincea
La baionetta, un lungo coltello abbastanza affilato posto sotto la canna del fucile, nel periodo della prima guerra mondiale era lo strumento principale dei soldati negli attacchi alle trincee, poiché, dopo aver superato il filo spinato e gli spari dei nemici, si doveva ingaggiare un violento scontro corpo a corpo. La lunghezza dei fucili e delle lame erano ancora legate alla concezione ottocentesca del combattimento che prevedeva delle mischie in campo aperto. Negli spazi angusti delle trincee, i fucili con baionetta inastata non erano molto efficaci per via della lunghezza dell'arma. Le truppe d'assalto, nate nell'ultima parte del conflitto, come gli Arditi italiani e le Stoßtrupp tedesche e austriache, preferivano infatti usare dei corti pugnali, a volte ricavati dall'accorciamento di obsoleti modelli di baionette, più agili ed efficaci in spazi stretti.
Erich Maria Remarque nel suo libro Niente di nuovo sul fronte occidentale riferisce che alle baionette venivano preferite le vanghe in dotazione, in quanto non soggette a piantarsi nel corpo della vittima e quindi estraibili immediatamente, senza sforzo né perdita di tempo. In realtà per le mischie i soldati potevano avere in dotazione le armi più svariate, dai tirapugni a vere e proprie mazze ferrate, del tutto simili a quelle medievali. Esistevano anche baionette a sezione triangolare, in grado di causare ferite molto più difficili da guarire: eventuali prigionieri dotati di tali armi (proibite dalle convenzioni internazionali) venivano spesso passati immediatamente per le armi.
L'ampio uso della mitragliatrice nella prima guerra mondiale rese ancor più arduo l'attacco ad una trincea nemica. Se ben posizionata una mitragliatrice poteva uccidere decine e decine di nemici in pochi minuti, grazie alla sua elevata cadenza di tiro. Questa arma, assieme al filo spinato, divenne uno dei simboli della guerra di trincea.
Bisogna ricordare tuttavia che, nonostante l'efficacia di queste armi, la vera dispensatrice di morte della prima guerra mondiale fu l'artiglieria, che con gli incessanti bombardamenti causò all'incirca il 70% dei morti e dei feriti nel corso del conflitto. Il bombardamento con obici e mortai fu uno dei principali metodi per colpire duramente le trincee. Il tiro indiretto di queste armi provocava una pioggia di granate sulle linee nemiche, rendendo meno efficaci le difese delle trincee, che invece si erano rivelate resistenti agli attacchi di cannoni campali a tiro teso. Così, prima di un attacco alle trincee nemiche, queste venivano martellate da bombardamenti lunghi ed incessanti. Ove non vi era l'effetto distruttivo di queste armi, vi era tuttavia il terrore, la confusione e lo stress provocati dalle continue deflagrazioni. L'obiettivo era quello di stordire e spaventare il nemico trincerato, così che non potesse reagire con determinazione all'imminente assalto.